# Lophocotyle novaezelandiae
Lophocotyle novaezelandiae är en plattmaskart som beskrevs av Malmberg och Bo Fernholm 1989. Lophocotyle novaezelandiae ingår i släktet Lophocotyle och familjen Acanthocotylidae. Inga underarter finns listade i Catalogue of Life.